# Lago Gardo
Lago Gardo är en sjö i Antarktis. Den ligger i Östantarktis. Nya Zeeland gör anspråk på området. Lago Gardo ligger 174 meter över havet. Den ligger vid sjön Tonolli.
I övrigt finns följande vid Lago Gardo:
- Tonolli (en sjö)